# بيارن (كيبك)
بيارن (بالإنجليزية: Béarn, Quebec)‏ هي بلدية محلية في كيبيك تقع في كندا في بلدية مقاطعة تميسكامينغ الإقليمية ‏.[بحاجة لمصدر]  يقدر عدد سكانها بـ 775 نسمة ومساحتها 550.00 كم2 .